# Leichtathletik-Weltmeisterschaften 1997/200 m der Frauen
Der 200-Meter-Lauf der Frauen bei den Leichtathletik-Weltmeisterschaften 1997 wurde vom 6. bis 8. August 1997 im Olympiastadion der griechischen Hauptstadt Athen ausgetragen.
Weltmeisterin wurde die Doppeleuropameisterin von 1994 – damals unter ihrem Namen Schanna Tarnopolskaja – über 100 und 200 Meter Schanna Pintussewytsch aus der Ukraine, die hier fünf Tage zuvor bereits Silber über 100 Meter gewonnen hatte.
Überraschungszweite wurde Susanthika Jayasinghe aus Sri Lanka, die bei den Asienspielen 1994 ebenfalls Silber errungen hatte.
Auf den dritten Platz kam die zweifache Weltmeisterin (1993/1995), zweimalige WM-Bronzemedaillengewinnerin (1987/1991), dreimalige Bronzemedaillengewinnerin bei Olympischen Spielen (1980/1984/1992) und WM-Silbermedaillengewinnerin von 1983 Merlene Ottey aus Jamaika. Sie hatte darüber hinaus über 100 Meter bei den Olympischen Spielen 1984 sowie den Weltmeisterschaften 1987/1991 jeweils Bronze und 1993 sowie 1995 WM-Silber gewonnen. 1991 hatte sie auch WM-Staffel-Gold im Team von Jamaika in ihren Besitz gebracht.

## Bestehende Rekorde
| Weltrekord               | 21,34 s | Florence Griffith-Joyner | OS Seoul, Südkorea      | 29. September 1988 |
| Weltmeisterschaftsrekord | 21,74 s | Silke Gladisch           | WM 1987 in Rom, Italien | 3. September 1987  |

Auch bei diesen Weltmeisterschaften blieb der seit 1987 bestehende WM-Rekord ungefährdet. In keinem Rennen wurde eine Zeit unter 22 Sekunden erzielt.
Es gab allerdings drei Kontinentalrekorde und einen Landesrekord.
- Kontinentalrekorde:
  - 22,44 s – Susanthika Jayasinghe (Sri Lanka), neuer Asienrekord, 4. Vorlauf am 6. August (Wind: +1,8 m/s)
  - 22,44 s – Li Xuemei (Volksrepublik China), Asienrekord egalisiert, 7. Vorlauf am 6. August (Wind: +1,8 m/s)
  - 22,30 s – Susanthika Jayasinghe (Sri Lanka), neuer Asienrekord, 2. Halbfinale am 7. August
- Landesrekord:
  - 22,81 s – Alenka Bikar (Slowenien), neuer slowenischer Rekord, 4. Vorlauf am 6. August (Wind: +0,2 m/s)

## Vorrunde
Die Vorrunde wurde in sieben Läufen durchgeführt. Die ersten vier Athletinnen pro Lauf – hellblau unterlegt – sowie die darüber hinaus vier zeitschnellsten Läuferinnen – hellgrün unterlegt – qualifizierten sich für das Viertelfinale.

### Vorlauf 1
6. August 1997, 11:15 Uhr
Wind: ±0,0 m/s
| Platz | Name                   | Nation                       | Zeit (s) |
| ----- | ---------------------- | ---------------------------- | -------- |
| 1     | Schanna Pintussewytsch | Ukraine                      | 22,85    |
| 2     | Zundra Feagin          | USA                          | 22,99    |
| 3     | Melanie Paschke        | Deutschland                  | 23,10    |
| 4     | Lauren Hewitt          | Australien                   | 23,18    |
| 5     | Katharine Merry        | Großbritannien               | 23,20    |
| 6     | Melissa Straker        | Barbados                     | 23,45    |
| 7     | Ameerah Bello          | Amerikanische Jungferninseln | 24,31    |

### Vorlauf 2
6. August 1997, 11:22 Uhr
Wind: ±0,0 m/s
| Platz | Name                     | Nation         | Zeit (s) |
| ----- | ------------------------ | -------------- | -------- |
| 1     | Melinda Gainsford-Taylor | Australien     | 22,76    |
| 2     | Merlene Frazer           | Jamaika        | 22,91    |
| 3     | Simmone Jacobs           | Großbritannien | 23,23    |
| 4     | Shanta Ghosh             | Deutschland    | 23,58    |
| 5     | Aïda Diop                | Senegal        | 23,71    |
| 6     | Danielle Perpoli         | Italien        | 23,96    |
| DNS   | Kaltouma Nadjina         | Tschad         |          |

### Vorlauf 3
6. August 1997, 11:29 Uhr
Wind: −1,4 m/s
| Platz | Name                  | Nation              | Zeit (s) |
| ----- | --------------------- | ------------------- | -------- |
| 1     | Marie-José Pérec      | Frankreich          | 22,87    |
| 2     | Marina Trandenkowa    | Russland            | 22,94    |
| 3     | Ekaterini Koffa       | Griechenland        | 22,97    |
| 4     | Yan Jiankui           | Volksrepublik China | 23,11    |
| 5     | Felipa Palacios       | Kolumbien           | 23,15    |
| 6     | Natallja Safronnikawa | Belarus             | 23,66    |
| 7     | Swetlana Bodrizkaja   | Kasachstan          | 23,96    |

### Vorlauf 4
6. August 1997, 11:29 Uhr
Wind: +1,8 m/s
| Platz | Name                    | Nation      | Zeit (s) |
| ----- | ----------------------- | ----------- | -------- |
| 1     | Susanthika Jayasinghe   | Sri Lanka   | 22,44 AS |
| 2     | Jekaterina Leschtschowa | Russland    | 22,47    |
| 3     | Merlene Ottey           | Jamaika     | 22,47    |
| 4     | Sylviane Félix          | Frankreich  | 22,71    |
| 5     | Petja Pendarewa         | Bulgarien   | 23,02    |
| 6     | Gabi Rockmeier          | Deutschland | 23,22    |
| 7     | Patricia Rodríguez      | Kolumbien   | 23,45    |
| 8     | Vernetta Lesforis       | St. Lucia   | 24,27    |

### Vorlauf 5
6. August 1997, 11:43 Uhr
Wind: −2,0 m/s
| Platz | Name             | Nation              | Zeit (s) |
| ----- | ---------------- | ------------------- | -------- |
| 1     | Juliet Cuthbert  | Jamaika             | 23,08    |
| 2     | Pauline Davis    | Bahamas             | 23,26    |
| 3     | Cheryl Taplin    | USA                 | 23,28    |
| 4     | Katia Benth      | Frankreich          | 23,33    |
| 5     | Marina Filipovic | BR Jugoslawien      | 23,54    |
| 6     | Heather Samuel   | Antigua und Barbuda | 23,93    |
| 7     | Sittina Djabiri  | Komoren             | 30,88    |
| DNF   | Natalja Woronowa | Russland            |          |

### Vorlauf 6
6. August 1997, 11:50 Uhr
Wind: −0,8 m/s
| Platz | Name               | Nation              | Zeit (s) |
| ----- | ------------------ | ------------------- | -------- |
| 1     | Inger Miller       | USA                 | 22,55    |
| 2     | Li Xiaomei         | Volksrepublik China | 22,99    |
| 3     | Juliet Campbell    | Jamaika             | 23,00    |
| 4     | Lucrécia Jardim    | Portugal            | 23,07    |
| 5     | Sanna Hernesniemi  | Finnland            | 23,17    |
| 6     | Monika Gatschewska | Bulgarien           | 23,55    |
| 7     | Dora Kyriakou      | Zypern              | 24,08    |
| 8     | Laure Kuetey       | Benin               | 25,15    |

### Vorlauf 7
6. August 1997, 11:57 Uhr
Wind: +1,8 m/s
| Platz | Name            | Nation              | Zeit (s)  |
| ----- | --------------- | ------------------- | --------- |
| 1     | Li Xuemei       | Volksrepublik China | 22,44 ASe |
| 2     | Hana Benešová   | Tschechien          | 22,76     |
| 3     | Chandra Sturrup | Bahamas             | 22,77     |
| 4     | Alenka Bikar    | Slowenien           | 22,81 NR  |
| 5     | LaDonna Antoine | Kanada              | 23,86     |
| 6     | Georgette Nkoma | Kamerun             | 24,53     |
| 7     | Rossa Maira     | Papua-Neuguinea     | 25,02     |
| 8     | Fanta Dao       | Mali                | 25,35     |

## Viertelfinale
Aus den vier Viertelfinalläufen qualifizierten sich die jeweils ersten drei Athletinnen – hellblau unterlegt – sowie die darüber hinaus vier zeitschnellsten Läuferinnen – hellgrün unterlegt – für das Halbfinale.
Die vier über die Zeit für das Finale qualifizierten Sprinterinnen, stammten alle aus dem vierten und letzten Lauf. Die dort als Siebte auf dem vorletzten Rang platzierte Teilnehmerin blieb mit 22,95 s noch unter der 23-Sekunden-Marke, was in den drei anderen Rennen keiner der Sportlerinnen auf dem jeweils vierten Platz gelang.

### Viertelfinallauf 1

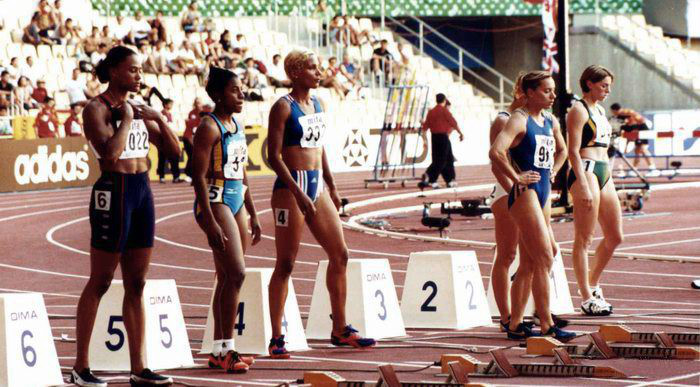
Lauren Hewitt (ganz rechts) erreichte als Siebte ihres Viertelfinallaufs nicht die nächste Runde
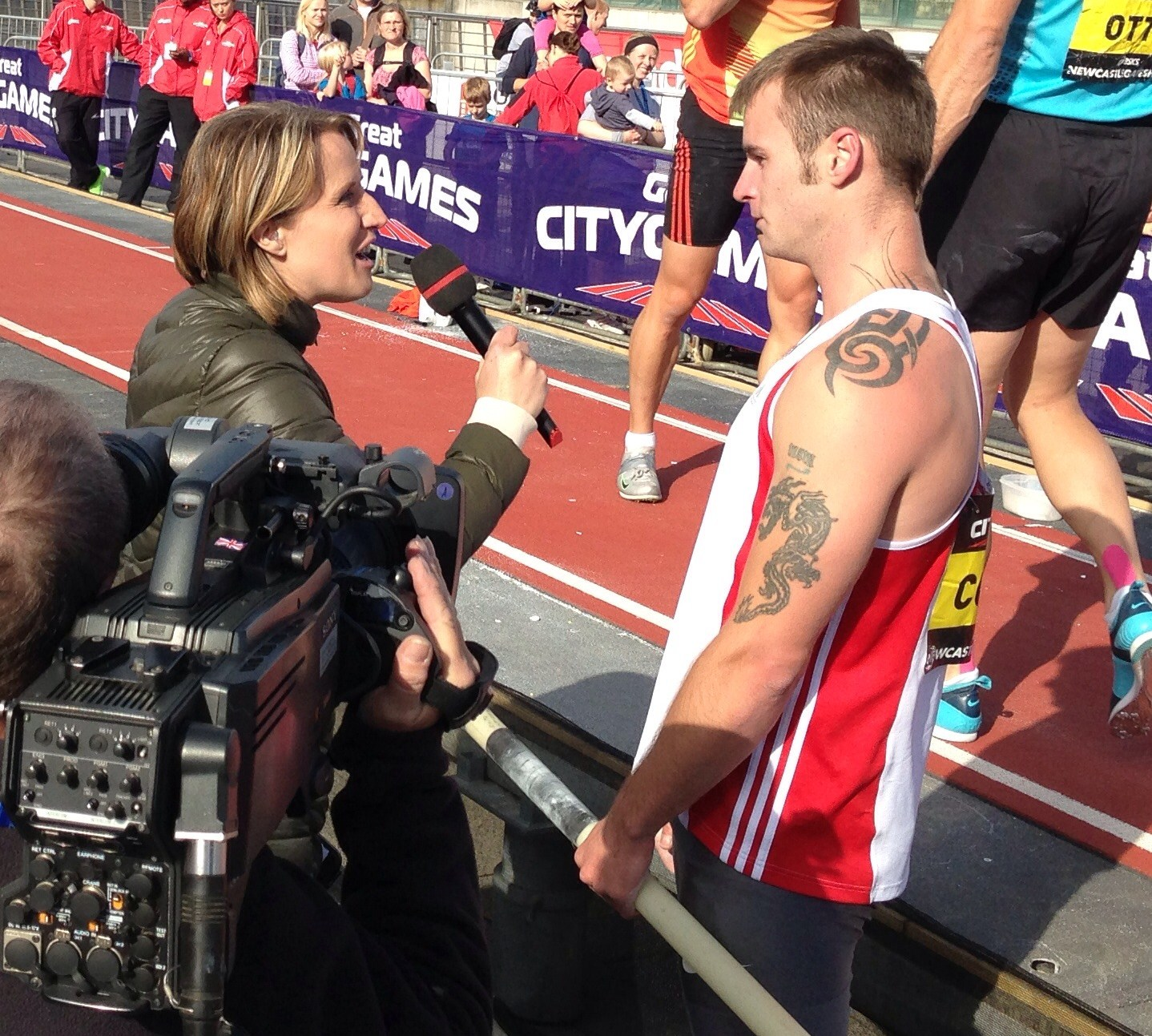
Katharine Merry (Foto: 2013) belegte Rang acht in ihrem Viertelfinallauf und schied damit aus

6. August 1997, 18:15 Uhr
Wind: −2,4 m/s
| Platz | Name                    | Nation              | Zeit (s) |
| ----- | ----------------------- | ------------------- | -------- |
| 1     | Merlene Ottey           | Jamaika             | 22,65    |
| 2     | Jekaterina Leschtschowa | Russland            | 22,91    |
| 3     | Ekaterini Koffa         | Griechenland        | 23,05    |
| 4     | Li Xuemei               | Volksrepublik China | 23,06    |
| 5     | Lucrécia Jardim         | Portugal            | 23,16    |
| 6     | Hana Benešová           | Tschechien          | 23,34    |
| 7     | Lauren Hewitt           | Australien          | 23,53    |
| 8     | Katharine Merry         | Großbritannien      | 23,98    |

### Viertelfinallauf 2

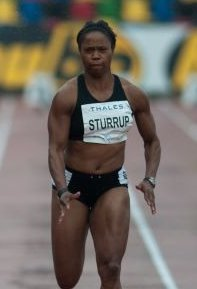
Ihr sechster Platz im zweiten Viertelfinallauf reichte Chandra Sturrup nicht zum Weiterkommen

6. August 1997, 18:21 Uhr
Wind: +0,3 m/s
| Platz | Name                  | Nation              | Zeit (s) |
| ----- | --------------------- | ------------------- | -------- |
| 1     | Susanthika Jayasinghe | Sri Lanka           | 22,47    |
| 2     | Marina Trandenkowa    | Russland            | 22,63    |
| 3     | Juliet Cuthbert       | Jamaika             | 22,83    |
| 4     | Yan Jiankui           | Volksrepublik China | 22,97    |
| 5     | Cheryl Taplin         | USA                 | 23,07    |
| 6     | Chandra Sturrup       | Bahamas             | 23,07    |
| 7     | Katia Benth           | Frankreich          | 23,20    |
| 8     | Simmone Jacobs        | Großbritannien      | 23,49    |

### Viertelfinallauf 3

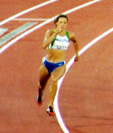
Alenka Bikar scheiterte als Siebte ihres Rennens im Viertelfinale, nachdem sie im Vorlauf mit 22,81 s slowenischen Rekord gelaufen war

6. August 1997, 18:27 Uhr
Wind: −3,1 m/s
| Platz | Name              | Nation      | Zeit (s) |
| ----- | ----------------- | ----------- | -------- |
| 1     | Marie-José Pérec  | Frankreich  | 22,69    |
| 2     | Inger Miller      | USA         | 22,85    |
| 3     | Merlene Frazer    | Jamaika     | 22,92    |
| 4     | Pauline Davis     | Bahamas     | 23,13    |
| 5     | Melanie Paschke   | Deutschland | 23,22    |
| 6     | Felipa Palacios   | Kolumbien   | 23,34    |
| 7     | Alenka Bikar      | Slowenien   | 23,43    |
| 8     | Sanna Hernesniemi | Finnland    | 23,52    |

### Viertelfinallauf 4

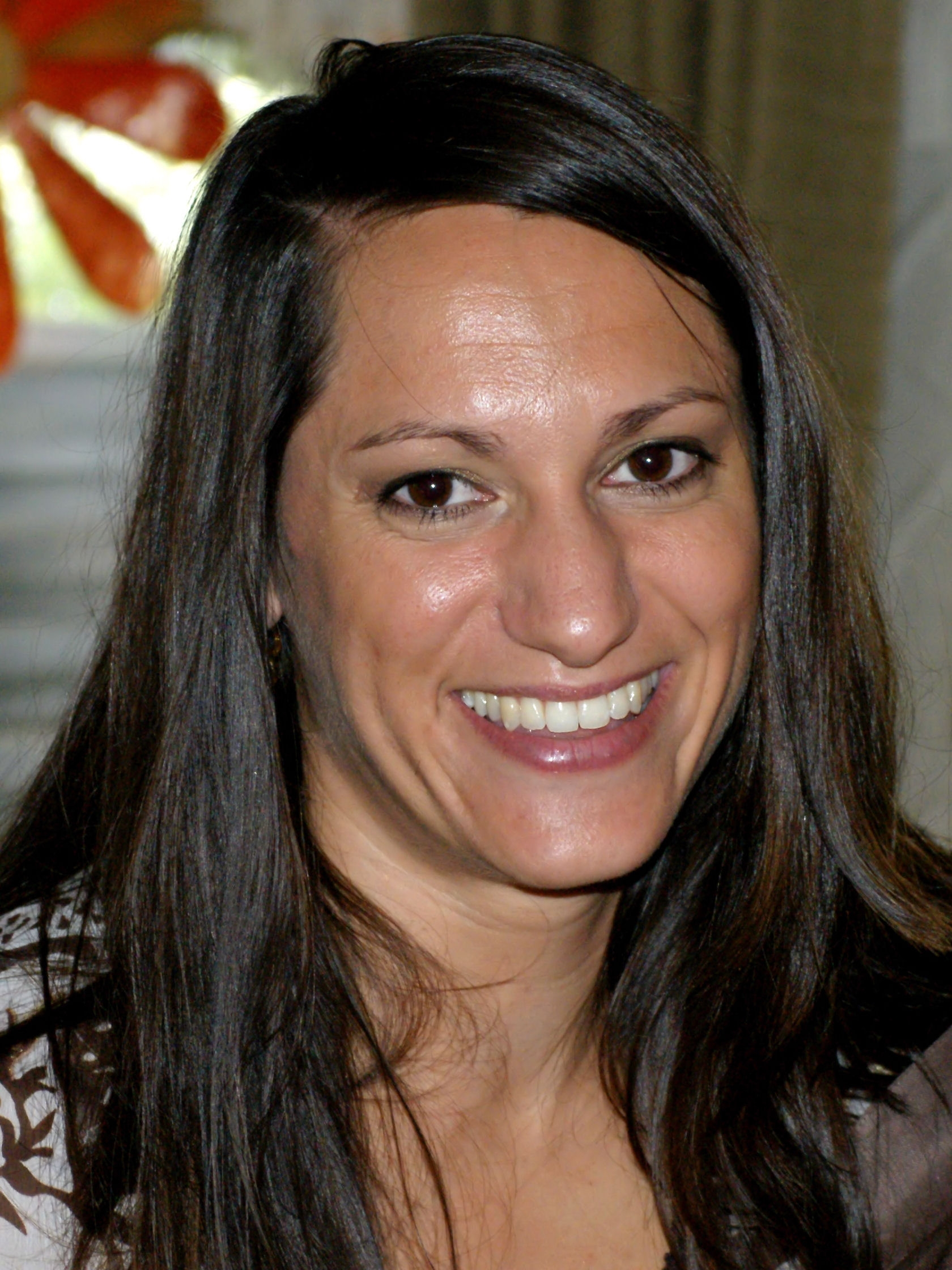
Shanta Ghosh erreichte das Viertelfinale und schied dort als Achte ihres Rennens aus

6. August 1997, 18:33 Uhr
Wind: ±0,0 m/s
| Platz | Name                     | Nation              | Zeit (s) |
| ----- | ------------------------ | ------------------- | -------- |
| 1     | Melinda Gainsford-Taylor | Australien          | 22,45    |
| 2     | Sylviane Félix           | Frankreich          | 22,56    |
| 3     | Schanna Pintussewytsch   | Ukraine             | 22,56    |
| 4     | Juliet Campbell          | Jamaika             | 22,75    |
| 5     | Zundra Feagin            | USA                 | 22,81    |
| 6     | Petja Pendarewa          | Bulgarien           | 22,90    |
| 7     | Li Xiaomei               | Volksrepublik China | 22,95    |
| 8     | Shanta Ghosh             | Deutschland         | 23,62    |

## Halbfinale
Aus den beiden Halbfinalläufen qualifizierten sich die jeweils ersten vier Athletinnen – hellblau unterlegt – für das Finale.

### Halbfinallauf 1

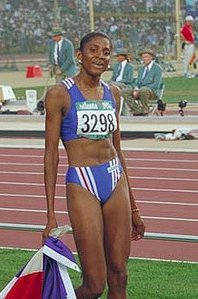
Marie-José Pérec, 1996 Olympiasiegerin und mehrfache Gewinnerin bei Großereignissen der letzten Jahre über 400 Meter, trat zum Halbfinale nicht mehr an

7. August 1997, 19:00 Uhr
Wind: −2,3 m/s
| Platz | Name                     | Nation              | Zeit (s) |
| ----- | ------------------------ | ------------------- | -------- |
| 1     | Inger Miller             | USA                 | 22,59    |
| 2     | Schanna Pintussewytsch   | Ukraine             | 22,65    |
| 3     | Marina Trandenkowa       | Russland            | 22,69    |
| 4     | Melinda Gainsford-Taylor | Australien          | 22,70    |
| 5     | Merlene Frazer           | Jamaika             | 22,81    |
| 6     | Juliet Campbell          | Jamaika             | 22,92    |
| 7     | Li Xiaomei               | Volksrepublik China | 23,03    |
| DNS   | Marie-José Pérec         | Frankreich          |          |

### Halbfinallauf 2

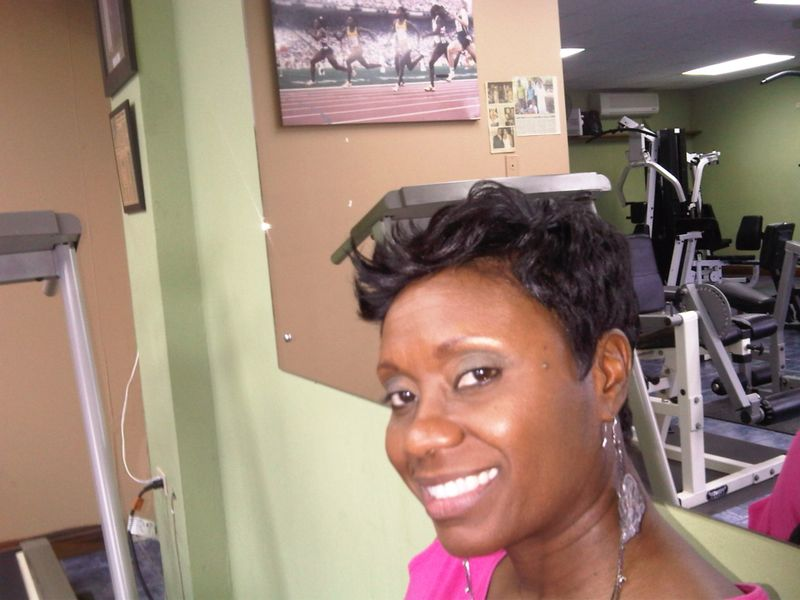
Platz sieben im zweiten Halbfinale war zu wenig für Juliet Cuthbert, um im Finale dabei zu sein

7. August 1997, 19:10 Uhr
Wind: +0,2 m/s
| Platz | Name                    | Nation       | Zeit (s) |
| ----- | ----------------------- | ------------ | -------- |
| 1     | Merlene Ottey           | Jamaika      | 22,26    |
| 2     | Susanthika Jayasinghe   | Sri Lanka    | 22,30 AS |
| 3     | Sylviane Félix          | Frankreich   | 22,57    |
| 4     | Jekaterina Leschtschowa | Russland     | 22,59    |
| 5     | Ekaterini Koffa         | Griechenland | 22,70    |
| 6     | Zundra Feagin           | USA          | 22,92    |
| 7     | Juliet Cuthbert         | Jamaika      | 23,03    |
| DNS   | Petja Pendarewa         | Bulgarien    |          |

## Finale

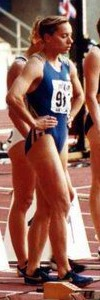
Schanna Pintussewytsch, als Schanna Tarnopolskaja 1994 Doppeleuropameisterin über 100 / 200 Meter und hier fünf Tage zuvor Zweite über 100 Meter, war die neue Weltmeisterin

8. August 1997, 19:05 Uhr
Wind: −0,7 m/s
| Platz | Name                     | Nation     | Zeit (s) |
| ----- | ------------------------ | ---------- | -------- |
| 1     | Schanna Pintussewytsch   | Ukraine    | 22,32    |
| 2     | Susanthika Jayasinghe    | Sri Lanka  | 22,39    |
| 3     | Merlene Ottey            | Jamaika    | 22,40    |
| 4     | Jekaterina Leschtschowa  | Russland   | 22,50    |
| 5     | Inger Miller             | USA        | 22,52    |
| 6     | Marina Trandenkowa       | Russland   | 22,65    |
| 7     | Melinda Gainsford-Taylor | Australien | 22,73    |
| 8     | Sylviane Félix           | Frankreich | 22,81    |

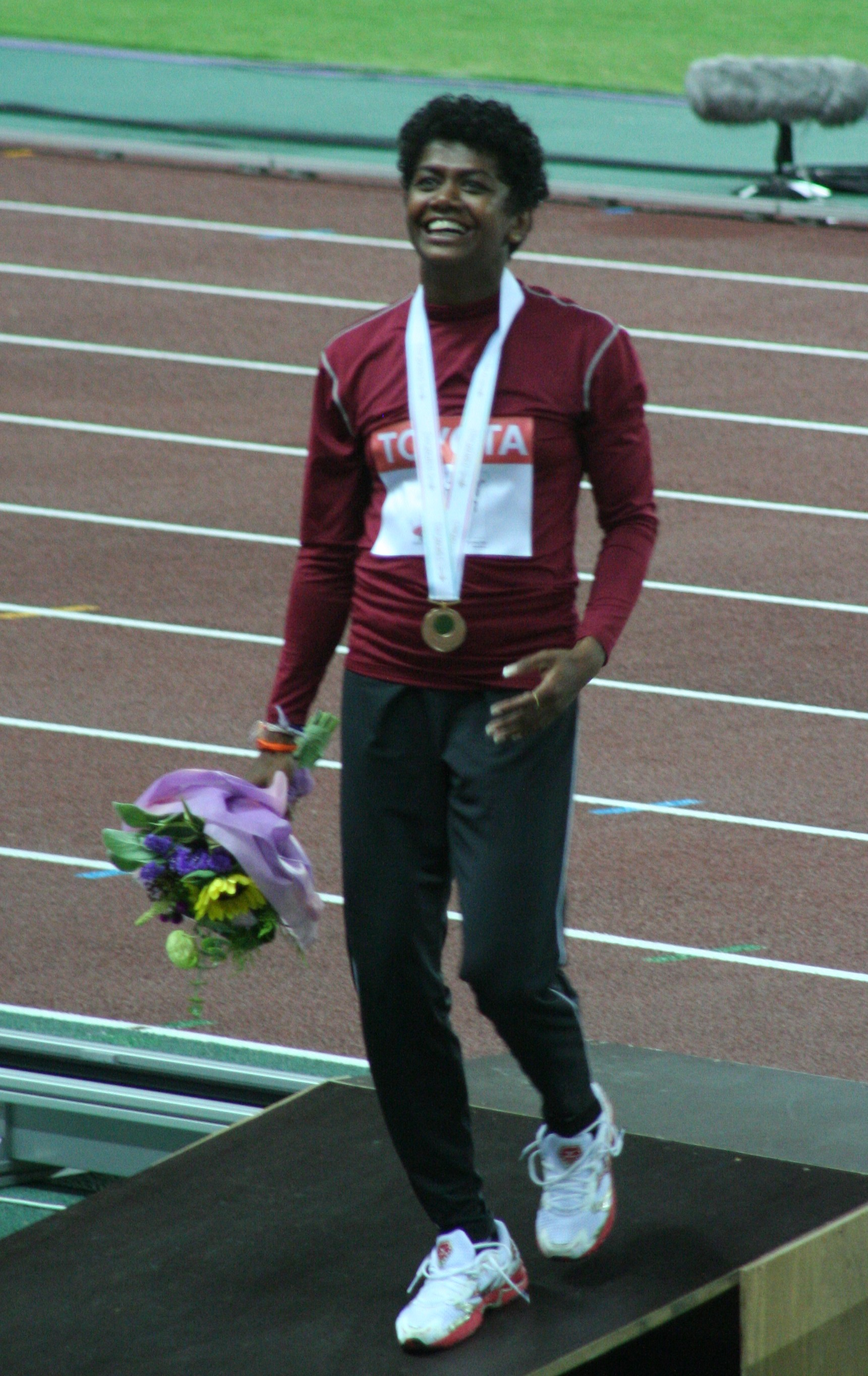
Vizeweltmeisterin Susanthika Jayasinghe
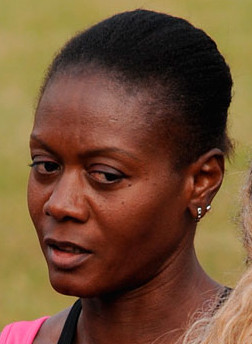
Merlene Ottey, vielfache Medaillengewinnerin über 100 Meter, 200 Meter und mit den Sprintstaffeln ihres Teams, stockte mit Bronze ihre Medaillensammlung weiter auf
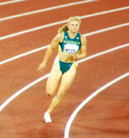
Rang sieben für Melinda Gainsford-Taylor

## Video
- Women's 200m Final - 1997 IAAF World Championships auf youtube.com, abgerufen am 26. Juni 2020